# Unisław (województwo kujawsko-pomorskie)

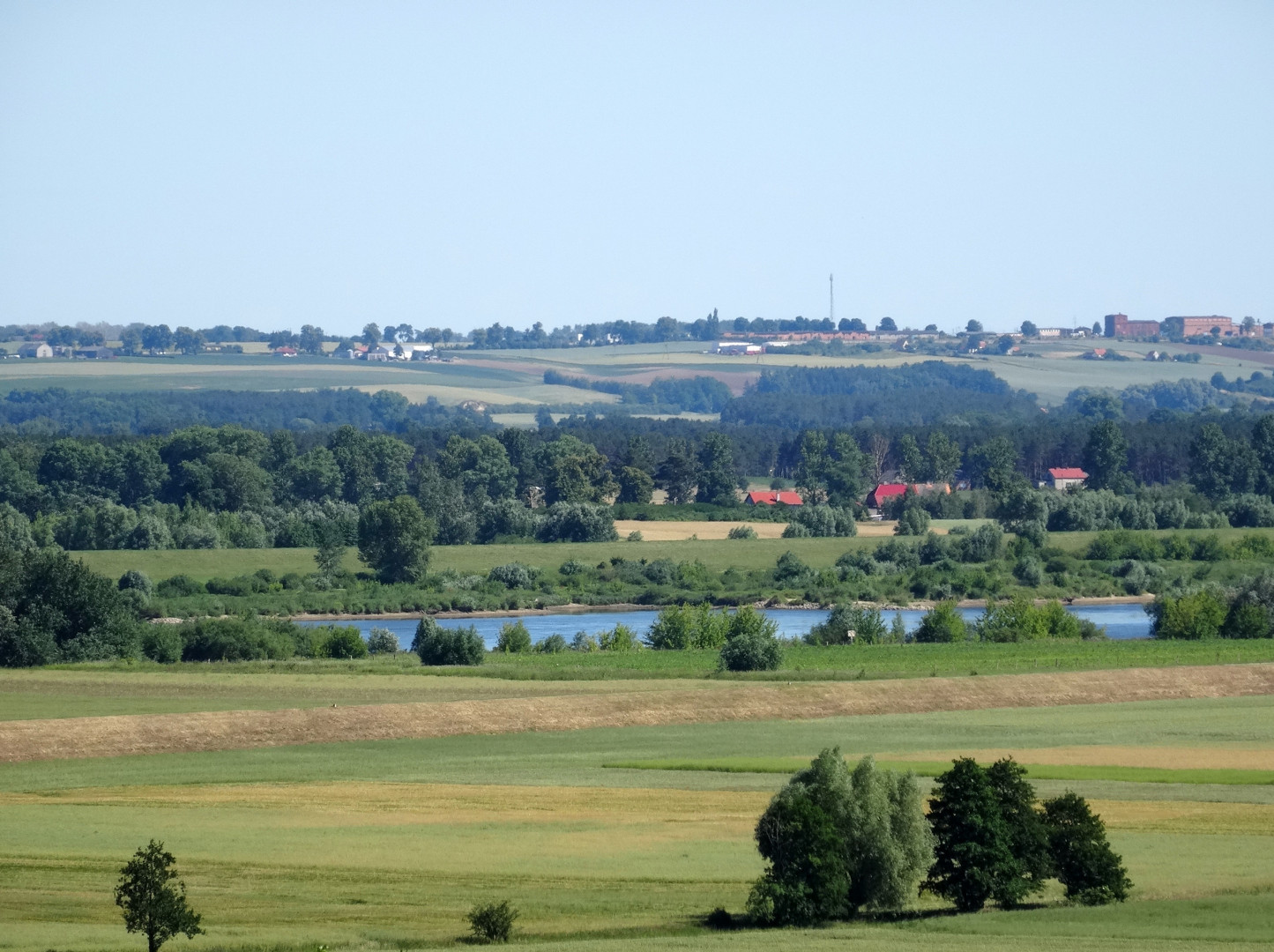
Krawędź doliny Wisły, na której rozlokowany jest Unisław – widok z grodziska Talerzyk k. Topolna

Unisław – wieś gminna w Polsce położona w województwie kujawsko-pomorskim, w powiecie chełmińskim, w gminie Unisław. W latach 1975–1998 należała administracyjnie do województwa toruńskiego.

## Położenie
Miejscowość położona jest w historycznej Ziemi Chełmińskiej. Rozlokowana jest na wysoczyźnie morenowej należącej do Pojezierza Chełmińskiego, na skraju basenu unisławskiego Doliny Fordońskiej. Zbocze doliny pocięte jest parowami denudacyjnymi o długości dochodzącej do 2 km.
W latach 1939–1945 położona była w okręgu Rzeszy Gdańsk-Prusy Zachodnie, w rejencji bydgoskiej (Regierungsbezirk Bromberg), w powiecie Chełmno (Kreis Kulm).

## Nazwa
Miejscowość występowała w dokumentach pod nazwami:
- 1222 – Unyslau
- 1285 – Wenczlaw
- 1326 – Wenczla
- 1384 – Wenczlow
- XIV w. – Wenzlabe, Więcław
- 1436 – Wenczlaw
- 1466 – Venceslaw alias Unisław
- 1495 – Unisław, Wnyslaw, Wenczlaw, Wendaw, Wenzlau
- 1570 – Unisław
- XVI w. – Dunislaw, Venzlaw

W latach 1939 - 1942 dotychczasową nazwą wsi było Unislaw, lecz po przeprowadzonej zamianie nazw miejscowości w Okręgu Rzeszy Gdańsk-Prusy Zachodnie, w latach 1942 - 1945 nazywała się Kulmischwenzlau.

## Charakterystyka
Miejscowość jest stolicą gminy Unisław w powiecie chełmińskim. Jest dużą wsią, a ze względu na rozkład przestrzenny z krzyżującą się siecią ulic, ma cechy małego miasteczka. Dysponuje m.in. przedszkolem, zespołem szkół, halą widowiskowo-sportową, boiskiem Orlik 2012, ośrodkiem kultury, biblioteką publiczną, ośrodkiem zdrowia, ośrodkiem pomocy społecznej. We wsi znajduje się park, dawna wieża ciśnień, działają też kluby sportowe: KS Unisławia i UKS Kmicic Unisław. Głównym przedsiębiorstwem jest Zakład przetwórstwa owocowo-warzywnego „Unamel”. Na krawędzi doliny Wisły znajdują się liczne punkty widokowe, a wśród nich relikty grodziska i dawnego zamku krzyżackiego. Na zachód od Unisławia, na zboczu Doliny Dolnej Wisły urządzono stok narciarski o długości ok. 500 m.

### Demografia
Według Narodowego Spisu Powszechnego (III 2011 r.) Unisław liczył 3656 mieszkańców. Jest największą miejscowością gminy Unisław.

## Ludzie związani z Unisławiem

### Transport
Przez Unisław przebiega linia kolejowa nr 209 z Bydgoszczy Wschód do Brodnicy. Linia ta rozebrana jest na odcinku Kowalewo Pomorskie - Brodnica. Pociągi pasażerskie kursują z Bydgoszczy przez Unisław do Chełmży oraz do Torunia, a także z Grudziądza do Bydgoszczy przez Chełmżę i Unisław. Stacja kolejowa nazywa się Unisław Pomorski. 
Przez miejscowość przebiegają drogi wojewódzkie:
- 550 z Unisławia do Chełmna
- 551 z Strzyżawy do Wąbrzeźna
- 597 z Unisławia do Rzęczkowa

Przez Unisław wiedzie również linia kolejowa nr 209 Bydgoszcz Wschód – Brodnica z przystankiem Unisław Pomorski.

### Przyroda
Unisław położony jest na obszarze o godnych uwagi walorach przyrodniczych i rekreacyjnych. Od zachodu wieś graniczy z Zespołem Parków Krajobrazowych Chełmińskiego i Nadwiślańskiego. Natomiast tereny zalewowe Wisły objęte są siecią obszarów Natura 2000 pn.: Dolina Dolnej Wisły (obszar specjalnej ochrony ptaków) i Solecka Dolina Wisły.

### Szlaki turystyczne
Przez Unisław przebiegają liczne szlaki turystyczne:
- pieszy szlak turystyczny (48,4 km) „Rezerwatów Chełmińskich”, wiodący z Bydgoszczy-Fordonu do Chełmna[8]
- pieszy szlak turystyczny (20 km) Zamek Bierzgłowski – Bierzgłowo – Słomowo – Siemoń – Raciniewo – Unisław
- pieszy szlak turystyczny (2 km) z centrum Unisławia do wczesnośredniowiecznego grodziska k. Unisławia
- szlak rowerowy „Po Dolinie Dolnej Wisły” Cierpice-Bydgoszcz-Świecie-Nowe-Gniew-Tczew-Kwidzyn-Grudziądz-Świecie-Ostromecko-Zamek Bierzgłowski
- szlak rowerowy Toruń-Chełmno.

### Archeologia
W okolicy Unisławia odkryto ślady osadnictwa z epoki kamiennej, neolitu, brązu i żelaza oraz okresu halsztackiego, lateńsko-rzymskiego, a także groby kloszowe i jamowe. Z czasów dawnych pochodzą ruiny zamku krzyżackiego na wzgórzu zamkowym i wczesnośredniowieczne grodzisko, które w XIX w. było użytkowane jako cmentarz ewangelicki.

### Obiekty zabytkowe
- Kościół gotycki pw. św. Bartłomieja z XIII wieku, przebudowany w 1728 i 1904 roku. Według rejestru zabytków NID[9] wpisany pod nr rej.: A/246 z 12.05.1982.
- Góra Zamkowa, na którym w średniowieczu znajdował się zamek krzyżacki (obecnie po zamku nie ma śladów na powierzchni)[10]. Pierwotnie w XI wieku na górze znajdowała się osada, co wskazuje na to, że obszar ten był wykorzystywany w okresie funkcjonowania grodu, znajdującego się 800 m na północny wschód od zamku. Pierwsza krzyżacka warownia została w tym miejscu wzniesiona w związku z powołaniem w latach 80. XIII wieku komturstwa unisławskiego. Była to drewniano-ziemna forteca, otoczona wałem ziemnym, która funkcjonowała w takiej postaci jeszcze w 1 ćwierci XIV wieku. Aż do 1326 roku niewielki zamek pełnił rolę siedziby komtura. Po 1339 r. ustanowiono w Unisławiu prokuratorstwo i mniej więcej w tym okresie lub w połowie XIV wieku na zamku powstały budynki murowane. Od 1384 roku prokuratorstwo było podległe komturstwu starogrodzkiemu. Dom zamkowy prezentował typową formę siedziby niższego rangą urzędnika krzyżackiego. Składał się z głównego budynku, o wymiarach rzutu ok. 16×30 m, poprzedzonego od północy i wschodu międzymurzem. Mury zamku wzniesiono na fundamentach arkadowych ze względu na małą stabilność gruntu. W narożniku północno-wschodnim wznosił się drewniany budynek kuchni. Pod koniec XIV wieku, północne międzymurze zamku zajął mniejszy budynek, a międzymurze wschodnie pełniło rolę niewielkiego dziedzińca. Od tej strony znajdował się także, wysunięty przed obwód, budynek bramny. Zamek otaczał sztucznie ukształtowany taras, a od strony przedzamcza (wschodniej) cypel odcinała fosa[11]. W 1454 roku warownia została zdobyta i zniszczona w czasie wojny trzynastoletniej z Polską. Po zawarciu II pokoju toruńskiego w 1466 roku zniszczony zamek przyłączono do Królestwa Polskiego, jednak odbudowy już nie podjęto i niedługo po tym czasie warownia przestała istnieć. Wiosną 2017 roku podczas prac archeologicznych odkryto fundamenty zamku[12].

### Stare cmentarze
Na terenie wsi zlokalizowany jest nieczynny cmentarz ewangelicki.

### Sport
We wsi znajduje się klub Rugby 7 (Rugby Klub Unisław), a także występujący w I lidze futsalu klub Unisław Team Unisław.

### Wspólnoty wyznaniowe
- Kościół rzymskokatolicki:
  - parafia św. Bartłomieja

## Historia
W okresie tworzenia się państwowości polskiej dobra ziemskie Unisławia znalazły się w zarządzie kasztelanii chełmińskiej, która po 1138 roku weszła w skład Mazowsza. W drugiej połowie XX w. wojewoda mazowiecki Żyro z rodu Powałów posiadał w tej okolicy 26 wsi. Nazwę miejscowości (Umyslau) wymieniono 5 sierpnia 1222 roku w akcie nadania przez księcia Konrada Mazowieckiego rozległych posiadłości w ziemi chełmińskiej na rzecz biskupa misyjnego Prus Chrystiana. W 1228 wraz z całą ziemią chełmińską Unisław został darowany zakonowi krzyżackiemu. W 1243 utworzono biskupstwo chełmińskie, któremu Krzyżacy w 1246 przekazali dobra ziemskie, m.in. okolice Unisławia i Chełmży. Unisław w okresie wczesnego średniowiecza należał w tej okolicy do najważniejszych (obok Pnia, Płutowa i Starogrodu) warowni, ogniskującej ówczesne życie administracyjno-gospodarcze. Zbudowano tu zamek krzyżacki, w którym urzędowali komturowie i wójtowie. W 1285 w Unisławiu krzyżacki mistrz ziemski Konrad von Thierberg Młodszy wystawił dokument przekazujący wdowie Kunegundzie Bösel przywilej na dobra w Czarżu. W 1364 roku obwód unisławski przyłączono do komturstwa starogrodzkiego. W latach 1364–1418 zamek był siedzibą prokuratorii krzyżackiej zarządzającej sprawami podatków i posiadłości. Znajdował się tu wiatrak, karczma, browar, barcie. W 1384 właścicielem zamku został Jan von Wedel.
Podczas wielkiej wojny polsko-krzyżackiej, zamek został opanowany przez wojska polskie i przekazany przez króla Władysława Jagiełłę kasztelanowi poznańskiemu Mościszy ze Stęszewa. Trwale w ręce polskie miejscowość przeszła w 1466 roku na mocy pokoju toruńskiego. W latach 1480–1488 w Unisławiu dobra królewskie dzierżawili Barnard Schöfeld i syn Adama z Ostromecka. Zamek unisławski ok. 1500 był już w ruinie. Folwark zamkowy w 1495 roku król Jan I Olbracht nadał biskupowi chełmińskiemu Stefanowi z Niborka i kapitule chełmińskiej. W 1505 Aleksander Jagiellończyk cały okręg starogrodzki z Unisławiem nadał biskupowi chełmińskiemu. Na przełomie XVI i XVII wieku należał do dóbr stołowych biskupów chełmińskich. W XVI–XVIII wieku funkcjonował tu folwark ziemski oraz oczynszowane gospodarstwa chłopskie, należące do kapituły katedralnej w Chełmży.
W 1772 roku miejscowość przeszła we władanie Królestwa Prus w ramach I rozbioru Polski. Skonfiskowane dobra królewskie i szlacheckie przekazano w darze pruskim wojskowym i junkrom, a kościelne rozparcelowano między osadników niemieckich. W 1882 roku wieś kościelna Unisław obejmowała obszar 257 ha (190 ha gruntów ornych, 44 ha łąk), 62 domów oraz 367 mieszkańców, w tym 214 katolików i 153 ewangelików. Część Unisławia należąca do domeny rządowej obejmowała obszar 417 ha (295 ha gruntów ornych, 66 ha łąk), 34 domów oraz 169 mieszkańców, w tym 119 katolików i 50 ewangelików. Na miejscu znajdowała się poczta i szkoła katolicka. We wsi wzniesiono przetwórnię rolno-spożywczą „Unamel” (produkcja sztucznego miodu i syropu) oraz cukrownię (1884). W 1902 roku Unisław uzyskał połączenie kolejowe z Chełmnem, a kilka lat później z Toruniem, Chełmżą i Bydgoszczą, co przyczyniło się do rozwoju gospodarczego. W 1923 cukrownia zatrudniała 270 osób i część produkcji przeznaczała na eksport.
Tuż przed II wojną światową w Unisławiu działała niemiecka organizacja rewizjonistyczna „Landbund Weichselgau” kierowana przez Hermana właściciela fabryki „Unamel”. Jesienią 1939 miejscowa grupa Selbstschutzu dokonała mordów na Polakach. Masowe egzekucje miały miejsce m.in. w Płutowie, skąd wywodził się zbrodniarz hitlerowski SS-Oberführer Ludolf von Alvensleben („Bubi”), dowódca Selbstschutzu, w latach 1938-1941 adiutant Heinricha Himmlera.
27 stycznia 1945 Unisław zajęły oddziały Armii Radzieckiej 2 Frontu Białoruskiego. W dniach 31 stycznia-7 lutego 1945 w lasach koło Dąbrowy Chełmińskiej i Unisławia okrążono i rozbito resztki wojsk niemieckich. Zginęło ok. 9 tys. żołnierzy Wehrmachtu, a 4 tys. wzięto do niewoli. W latach 1954–1972 istniała gromada Unisław. Po reformie administracyjnej z 1975 roku miejscowość została ustanowiona stolica gminy Unisław w województwie toruńskim, a od 1999 roku w gminy Unisław, w powiecie chełmińskim i województwie kujawsko-pomorskim.
Na przełomie XX i XXI wieku cukrownia została nabyta przez Grupę BSO Polska (British Sugar Overseas). W styczniu 2006 roku zakończono produkcję i zlikwidowano zakład, wraz z cukrownią w Dobrem.